# Luss
Luss, schottisch-gälisch: Lus; Bedeutung: „Kraut“, ist ein Dorf in Argyll and Bute in Schottland, am Westufer von Loch Lomond.

## Geschichte
Historisch in der Grafschaft Dunbarton gelegen, ist der ursprüngliche Name des Dorfes Clachan dubh („dunkles Dorf“). Ben Lomond, der südlichste Munro, dominiert die Nordansicht über den See, im Westen des Dorfes liegen die Luss Hills.
Der Heilige Kessog christianisierte Luss im frühen Mittelalter. Eine Anzahl von frühmittelalterlichen and mittelalterlichen Denkmälern, darunter einfache Cross Slabs (Kreuzplatten) aus dem 7. Jahrhundert und der Hogback von Luss aus dem 11. Jahrhundert, überlebten auf dem Kirchhof.
Ein gut erhaltenes spätmittelalterliches Bildnis eines Bischofs steht in der modernen Kirche. Das heutige Gotteshaus der Church of Scotland wurde 1875 von Sir James Colquhoun gebaut, in Erinnerung an seinen Vater, der in dem See im Dezember 1873 ertrunken war. Luss ist der Stammsitz des Clans Colquhoun.

## Sehenswürdigkeiten
Heutzutage ist Luss ein Dorf in einem Naturschutzgebiet. 
In den letzten Jahren, wurde Luss berühmt als wichtigster Standort für Außenaufnahmen für die schottische Drama-Serie Take the High Road.
Etwa eine Meile südlich des Dorfes, in einer Talnische bei Aldochlay, steht eine kleine Figur auf einem Steinsockel. Eine zeitgenössische Legende besagt, dass es ein Denkmal für ein Kind ist, das in dem See ertrank, aber tatsächlich wurde es von einem ortsansässigen Steinmetz, der die Statue auf einem Londoner Schrottplatz gefunden hatte, im Jahre 1890 aufgestellt.

## Einrichtungen
Das Dorf beherbergt einen Wassertaxi-Dienst nach Balloch, im Süden des Sees, so dass die Besucher mit dem Zug weiter nach Glasgow fahren können. Der Loch Lomond Golf Club, Schauplatz der Barclays Scottish Open, liegt im Dorf.